# Токранов, Алексей Михайлович
Токранов Алексей Михайлович (род. 4 декабря 1950, город Термез, Узбекская ССР, СССР) — советский и российский ученый, гидробиолог-ихтиолог, председатель Камчатского краевого отделения Русского географического общества (с 2016), почетный эколог Камчатского края (2024). Директор Камчатского филиала Тихоокеанского института географии ДВО РАН (с 2007 по 2021 гг.). Доктор биологических наук.

## Биография
Токранов А.М. родился 4 декабря 1950 г. в г. Термезе Сурхан-Дарьинской области Узбекской ССР в семье военнослужащего погранвойск. 

### Образование
В 1975 году окончил кафедру ихтиологии и гидробиологии биолого-почвенного факультета Ленинградского государственного университета им. А.А. Жданова (ныне СПбГУ) по специальности "Биология".
В 1985 году защитил диссертацию на соискание ученой степени кандидата биологических наук по теме "Биология массовых видов рогатковых (семейство Cottidae) прикамчатских вод". В 1988 г. присвоено ученое звание старшего научного сотрудника.
В 2009 году защитил докторскую диссертацию по теме "Особенности биологии донных и придонных рыб различных семейств в прикамчатских водах".

### Научная карьера
- 1975—1985 — младший научный сотрудник лаборатории донных рыб Камчатского отделения ТИНРО
- 1985—1986 — старший научный сотрудник лаборатории донных рыб Камчатского отделения ТИНРО
- 1985—1990 — преподаватель кафедры промрыболовства и судовождения Камчатского филиала Дальрыбвтуза (ныне КамчатГТУ)
- 1986—1990 — зав. лабораторией донных рыб Камчатского отделения ТИНРО (ныне КамчатНИРО)
- 1990—2000 — старший научный сотрудник лаборатории экологии высших позвоночных, руководитель группы ихтиологии Камчатского института экологии и природопользования ДВО РАН (с 2002 г. - Камчатский филиал Тихоокеанского института географии ДВО РАН (ТИГ ДВО РАН))
- 1993—2009 — старший научный сотрудник лаборатории донных рыб КамчатНИРО
- 1993—2007 — зам. директора по научной работе Камчатского филиала ТИГ ДВО РАН
- с 2000 — зав. лабораторией гидробиологии Камчатского филиала ТИГ ДВО РАН
- 2003—2009 — доцент кафедры биологии и химии Камчатского государственного университета им. Витуса Беринга
- 2007—2021 — директор Камчатского филиала ТИГ ДВО РАН (в 2007—2009 гг. — и. о. директора)
- с 2016 — председатель Камчатского краевого отделения Русского географического общества
- 2017—2021 — член Ученого совета Тихоокеанского института географии ДВО РАН
- с 2020 — член Совета по вопросам высшего образования и науки при Губернаторе Камчатского края
- с 2021 — главный научный сотрудник Камчатского филиала ТИГ ДВО РАН

С 2010 г. является членом диссертационного совета по биологическим наукам по защите докторских и кандидатских диссертаций при КамчатГТУ.
Член редколлегий научных журналов "Вестник КамчатГТУ", "Вопросы ихтиологии", "Труды ВНИРО", "Вопросы географии Камчатки", "Исследования водных биологических ресурсов Камчатки и северо-западной части Тихого океана".
В 2019 году присвоено звание почетного профессора Ульяновского государственного педагогического университета имени И.Н. Ульянова. В 2021 году награжден почетным знаком Камчатского края "За доблестный труд в Камчатском крае". В 2024 году награжден знаком отличия "Почетный эколог Камчатского края". 

## Научная деятельность и вклад в науку
Область научных интересов – состав ихтиофауны северной части Тихого океана, функциональная структура ихтиоценов, биология рыб.
Он участник многих морских экспедиций, проводимых на научно-поисковых и промысловых судах в Охотском и Беринговом морях, тихоокеанских водах Камчатки и Северных Курильских островов. Область его научных интересов — состав ихтиофауны северной части Тихого океана, функциональная структура ихтиоценов, биология рыб. Неоднократно участвовал в выполнении экологических экспертиз различных программ и проектов на территории Камчатского края.

## Научные и научно-популярные работы
Автор и соавтор более 300 научных публикаций, посвященных различным проблемам биологии рыб, охране и рациональному использованию биологических ресурсов прикамчатских вод. Под его редакцией в 2006 году вышел первый том Красной книги Камчатки — "Животные".
Кроме этого, А.М. Токранов активно занимается популяризацией биологических знаний. Им опубликовано около 400 научно-популярных публикаций в журналах, газетах, изданы научно-популярные книги: "О «бесчешуйном звере» и других обитателях камчатских вод" (Петропавловск-Камчатский, 2004) и "Названы их именами" (Петропавловск-Камчатский, 2008).